# 加藤智明
加藤 智明（かとう ともあき、1969年4月23日 - ）は、東京都出身の俳優。

## 出演作品

### 映画
- 口説き屋麗子 火傷する快感（2000年、フィルムハウス）
- 黒い下着の未亡人 通夜の情事（2000年、フィルムハウス）
- いつかA列車に乗って（2003年、シネマクロッキオ）
- 逆セクハラの危険 私は、変態常習者！（2009年、Xces Film）‐ 南条俊夫役[1]

### テレビ
- サンデープレゼント「命の詩片」（1994年、テレビ朝日）
- テレシネマimage 我王「交通調査員」（1996年、CS）
- ドラマ新銀河「コラ!なんばしよっと 3」（1997年、NHK） - 和彦 役
- ウルトラシリーズ
  - ウルトラマンダイナ 第25・26・51話（1998年、MBS） - TPC隊員
  - ウルトラQ dark fantasy 第12話（2004年、テレビ東京） - 警官
- ドラマ愛の詩「双子探偵」（1999年、NHK教育）
- 時代劇ロマン「藤沢周平の人情しぐれ町」（2001年、NHK）
- 土曜ワイド劇場（テレビ朝日）
  - 牟田刑事官事件ファイル（2005年）
  - 家政婦は見た!（2006年）
  - デパート仕掛け人7 天王寺珠美の殺人推理（2014年）
- 水曜ミステリー9 湯けむりドクター華岡万里子の温泉事件簿（2005年、テレビ東京） - 寺田悠一 役
- トミカヒーロー レスキューフォース 第1話（2008年、テレビ東京） - 職員
- NHKスペシャルドラマ「坂の上の雲」（2009年～2011年、NHK）
- 大河ドラマ「平清盛」（2012年、NHK）

### Vシネマ
- 制服の虜（1997年、リップスウィート）
- 高校教師 引き裂かれた聖身（2002年、ENGEL）

### CM
- あさひ銀行カード

### VP
- 日産自動車
- 防衛庁 メンタルヘルス「うつ病からの帰還Ⅱ」
- 国税庁